# Politička mitologija
Politički mit je ideološko objašnjenje političkog fenomena u čiju istinitost vjeruju dijelovi pučanstva. Važna osobina mita je da se u njega vjeruje bez dokaza o istinitosti. Politički mitovi su "ugodno jednostavni" i na jednostavan način objašnjavaju složene povijesne događaje. Njihovom širenju ide u prilog to što zadovoljavaju neke duboke društvene, ali i individualne psihološke potrebe. Više političkih mitova tvori političku mitologiju. 
Fenomen političkog mita kao neizostavnog dijela svake političke kulture usprkos snažnom emotivnom naboju nije nešto a priori negativno. Politički mit predstavlja mitsku priču koja koristi određena zajednice. Njegov prototip predstavljaju t.zv. osnivački mitovi koji čine važan dio političke kulture svakog društva. 
Francuski povjesničar Raoul Girardet, navodi četiri velika politička mita modernog doba: mit o uroti, mit o spasitelju, mit o zlatnom dobu, mit o jedinstvu.

## Primjeri političkih mitova

### Bitka na Kosovu polju 1389.
- Činjenice: 28. lipnja  1389. došlo je do bitke između vojske sultana Murata I. i kneza Lazara Hrebljanovića. Ishod bitke ne može se sa sigurnošću utvrditi.[2]
- Mit: U epskoj pjesmi "Propast carstva srpskoga" uoči Kosovske bitke pred Lazara izlazi sveti Ilija u liku sokola i nudi mu izbor između dva kraljevstva, zemaljskoga ili nebeskoga. Dobiti zemaljsko kraljevstvo znači dobiti bitku, dobiti nebesko kraljevstvo znači izgubiti bitku i život, knez Lazar u pjesmi bira nebesko kraljevstvo, u borbi protiv brojčano jačeg neprijatelja Lazar i njegova vojska herojski su poginuli. Nakon bitke Lazar je uskrsnuo i zauzima mjesto kraj Boga, dok su izdajice proklete.[3]

### Mit o Titu

#### Činjenice
Josip Broz Tito (1892. – 1980.) bio je predsjednik SFRJ, učinio je puno nevjerojatnih stvari, ali je napravio i mnogo pogrešaka. Jedna od mnogobrojnih pogrešaka je širenje mržnje: Udarajte nemilosrdno po neprijateljskim kolonama i uništavajte njihovu živu silu. Čim više fašističkih kostiju ostane u našoj zemlji više ćete se odužiti onim bezbrojnim žrtvama koje su pale od zločinačke ruke fašističkih osvajača., takvih je primjera mnogo od strane komunističkih moćnika (Tito, Kardelj), i njihovih poslušnika partijskih sekretara. Sljedeća pogreška, zapravo zločin očituje se po ubojstvima bez suda: Javni tužitelj FD Hrvatske ukazuje 14. srpnja 1945. javnom tužitelju DF Jugoslavije na niz poteškoća nastalih uz ostalo i samovoljom JA, OZN-e, Narodne milicije i raznih tijela “narodnih” vlasti, koji su “u danima velikih zarobljavanja, a i poslije, naredjivali i dopuštali ubijanje bez suda, javno ili čak po nekim neodgovornim elementima nevine ljude, ubijene ostavljali skoro nezakopane i sl.
Odgovornost za ubojstva civila i zarobljenika je na najvišem jugoslavenskom komunističkom vrhu, dakle Titu. Masovne likvidacije zarobljenika, jasno je, nisu mogli počiniti usamljeni, pa ni masovni osvetnici, zadojeni mržnjom. U bleiburškom slučaju ne radi se o osobnoj osveti nekoga pijanog Sime Dubajića ili stotina ili tisuća takvih luđaka.

#### Mit
Tito je bio dobar čovjek. Nakon njegove smrti, jedan je nepismeni pastir sa sjevera Sudana izjavio da je Tito bio "dobar čovjek i da je sigurno bio musliman".
Mitski Tito bio je možda grofov sin, ruski kirurg ili ruski špijun njemačkoga podrijetla.